# Firmin z Amiensu
Firmin z Amiensu (272 n. l. Pamplona – 25. září 303 Amiens) byl hispánský křesťan, první biskup v Amiensu, misionář a mučedník, společně se svatým Františkem Xaverským hlavní svatý patron Navarry a Španělska. V římskokatolickém martyrologiu má svátek 28. září. 
O popularizaci jeho kultu se ve 20. století zasloužil Ernest Hemingway svým románem Fiesta.

## Legenda
Podle legendy byl Firmin Hispánec a narodil se v Pamploně v kraji Navarra v rodině římského senátora Firma a jeho ženy Eugenie. Na křesťanskou víru jej obrátil svatý Honoratus z Toulouse, žák svatého Saturnina. Tradice vypráví, že Saturnin Firmina pokřtil a později byl umučen tím, že byl přivázán k zuřivému býku. Ve španělské Pamploně lidové podání spojilo mučednickou smrt svatého Saturnina s umučením svatého Firmina a jeho památku každoročně slaví zároveň s vypuštěním býka do ulic, po celý týden od 6. do 14. července.
Firmin se po smrti svého učitele dočasně vrátil do Pamplony a když Saturnin zemřel, odešel jako misionář do Galie. Ve společnosti kněze jménem Eustach putoval do Agenu a do Guyenne (Akvitánie). V Auvergne obrátil na víru Arcada a Romula, poté odešel do Angers, kde se setkal s biskupem Auxiliem. odtamtud pokračoval do Beauvais, kde proti němu vystoupil prefekt Valère. Nakonec se dostal do Amiensu, kde dokázal obrátit na víru římského senátora Faustiniana. Kázal také v Normandii, až jeho horlivost římské úřady začala znepokojovat. Byl sťat v rámci masivních poprav konaných z příkazu císaře Diokleciána.  
Poté byl zapomenut a jeho ostatky teprve v 6. století objevil biskup Salvius z Amiensu, který je vložil do oltáře založené katedrály v Amiensu.
Zlatá legenda připojila zázraky uzdravení, které se konaly při přenesení Firminových ostatků a líčila vůni, která z hrobu vycházela a způsobila tání ledu a sněhu, růst květin, léčení nemocných a uklánění stromů k světci.

## Ikonografie
Firmin bývá zobrazen jako kněz v biskupském rouchu (v kasuli, někdy v pluviálu) s biskupskými insigniemi - berlou a mitrou. Často je vyobrazen při kázání nebo uzdravování. V katedrální gotice a v renesanci se řadí ke kefaloforům, tj. mučedníkům, nesoucím vlastní uťatou hlavu v rukou. Objevuje se tak v amienském legendárním cyklu i samostatně stojící, s mečem a korunou na zemi.

## Památky
- je po něm pojmenováno několik lokalit ve Španělsku a ve Francii, i mnohé kostely. Bývá také zaměňován s Firminy jiného původu a jiných století. Nejstarší a autentické památky jsouː
- Gotická socha mezi vraty (foto v infoboxu) a 2 řady reliéfů na tympanonu portálu katedrály v Amiensuː svatý Salvius z Amiensu nalezl Firminovy ostatky; svatý Firmin se zvedá z hrobu
- Vrcholně gotický cyklus 8 reliéfů a 4 sousoší ze života a translace těla sv. Firmina na přepážkách mezilodní arkády a v jejích nárožích v chóru katedrály v Amiensu
- Stříbrný relikviář v kostele San Lorenzo v Pampluně
- Renesanční socha na náhrobku císaře Maxmiliána I. v Innsbrucku

## Vyobrazení sv. Firmina v katedrále v Amiensu

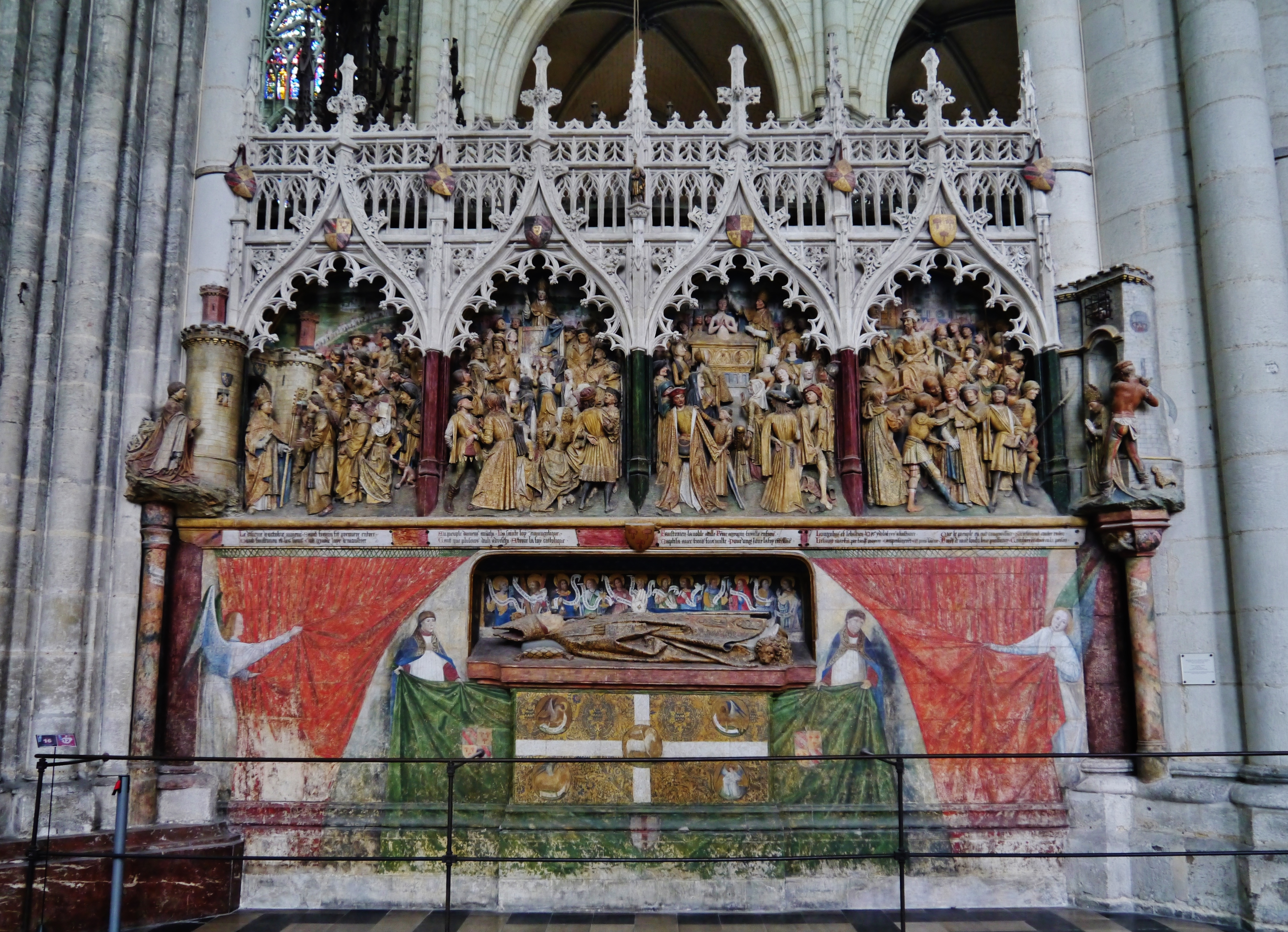
Cyklus reliéfů I.
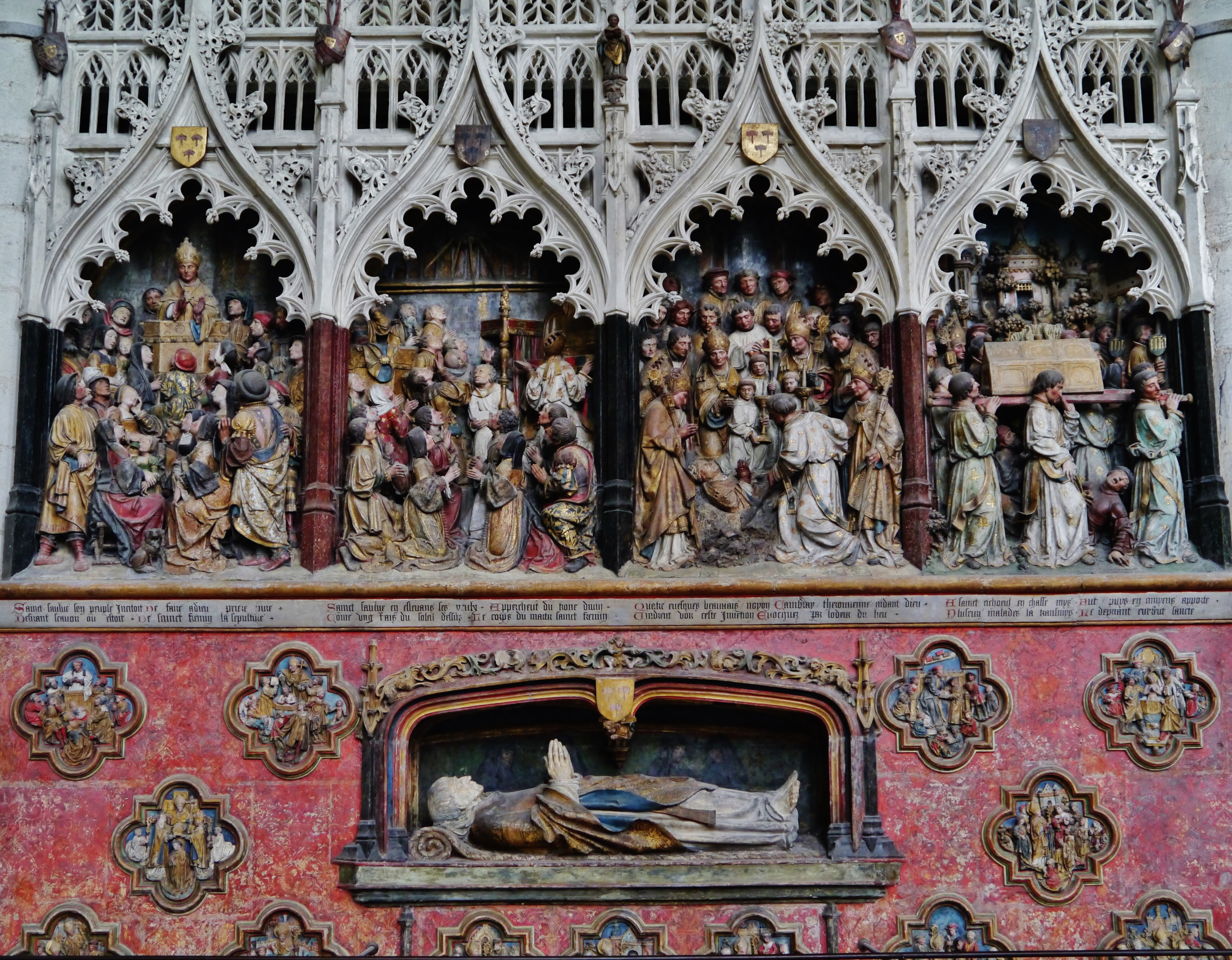
Cyklus reliéfů II.
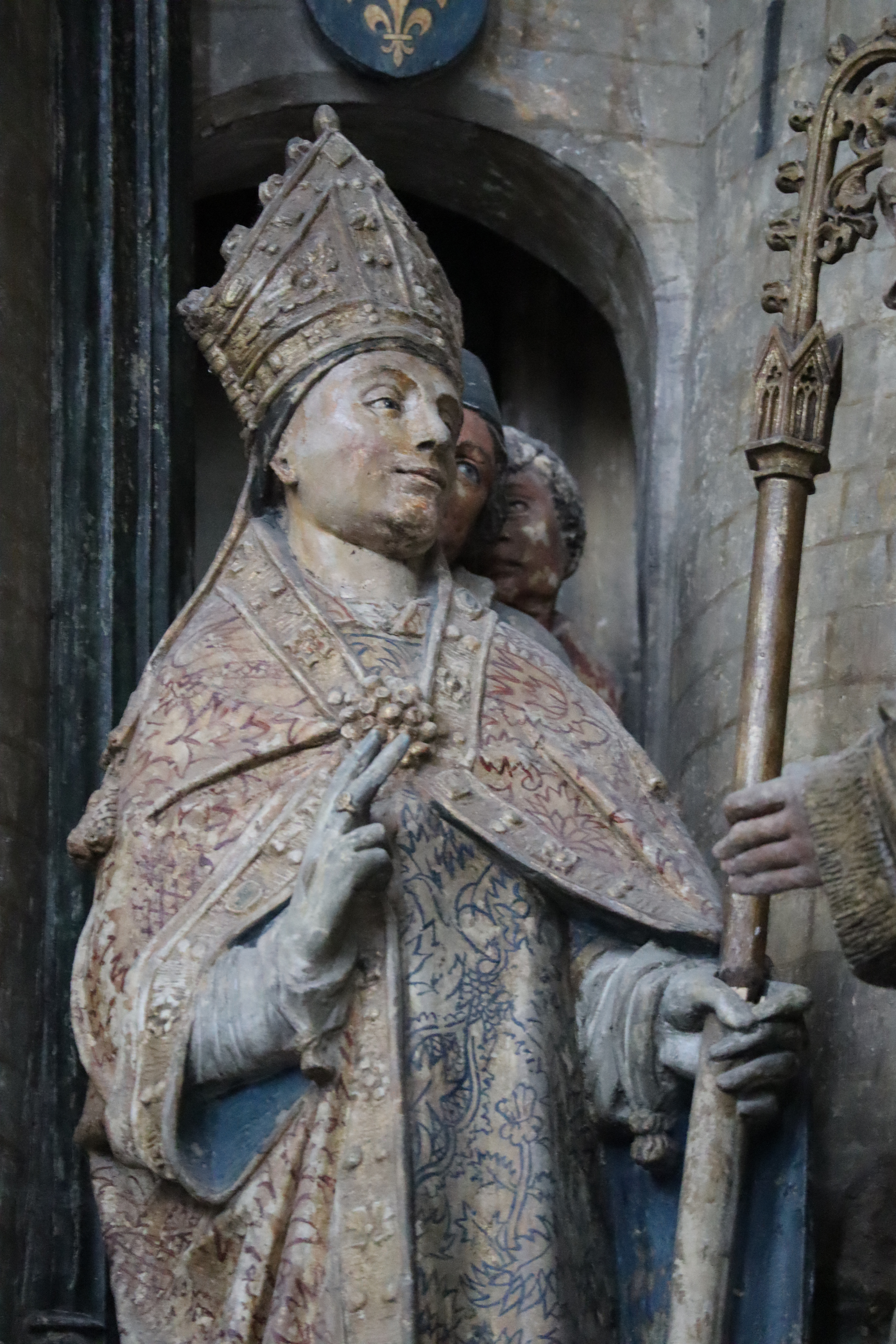
Firmin ustaven biskupem
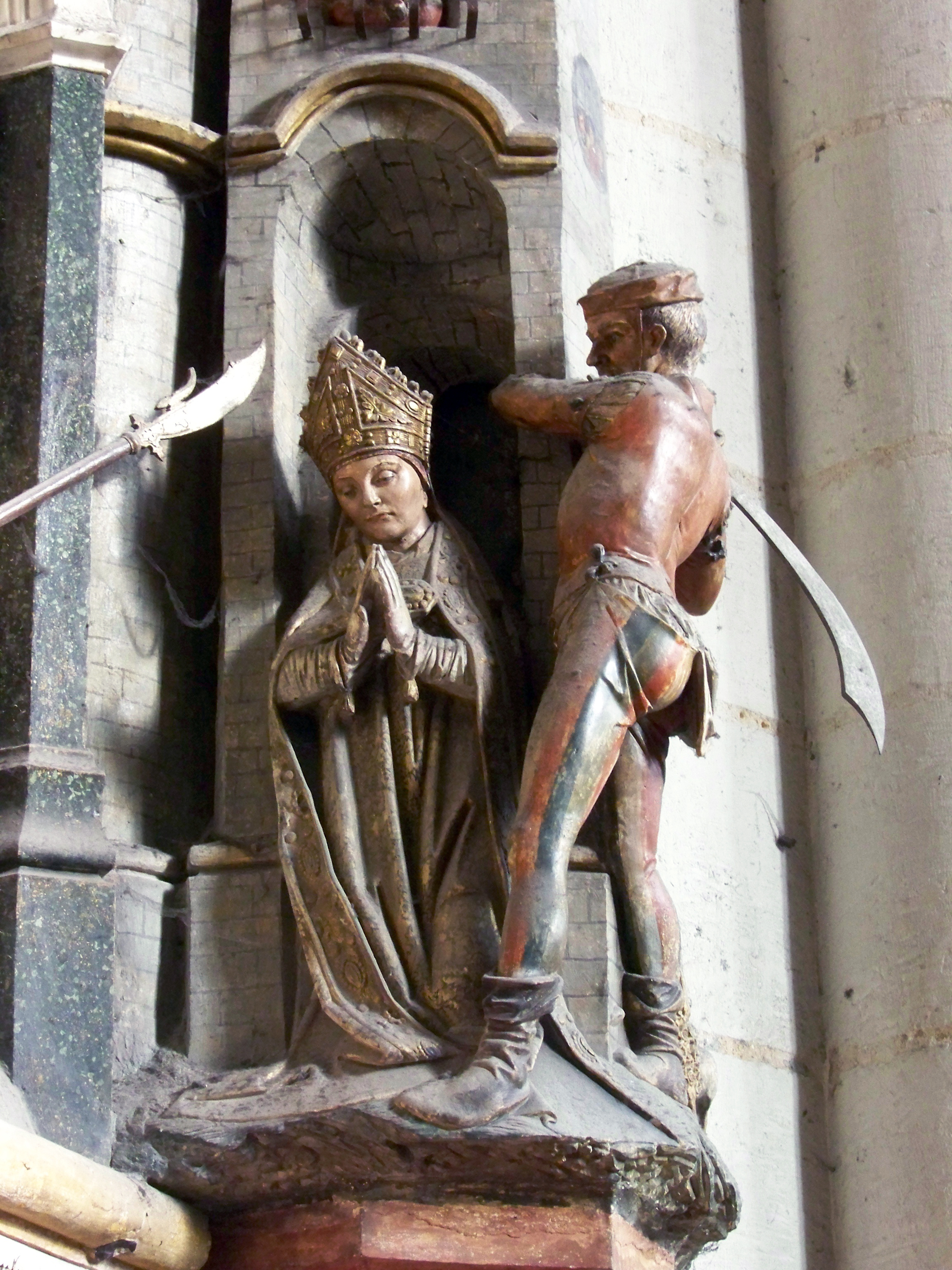
Stětí sv. Firmina
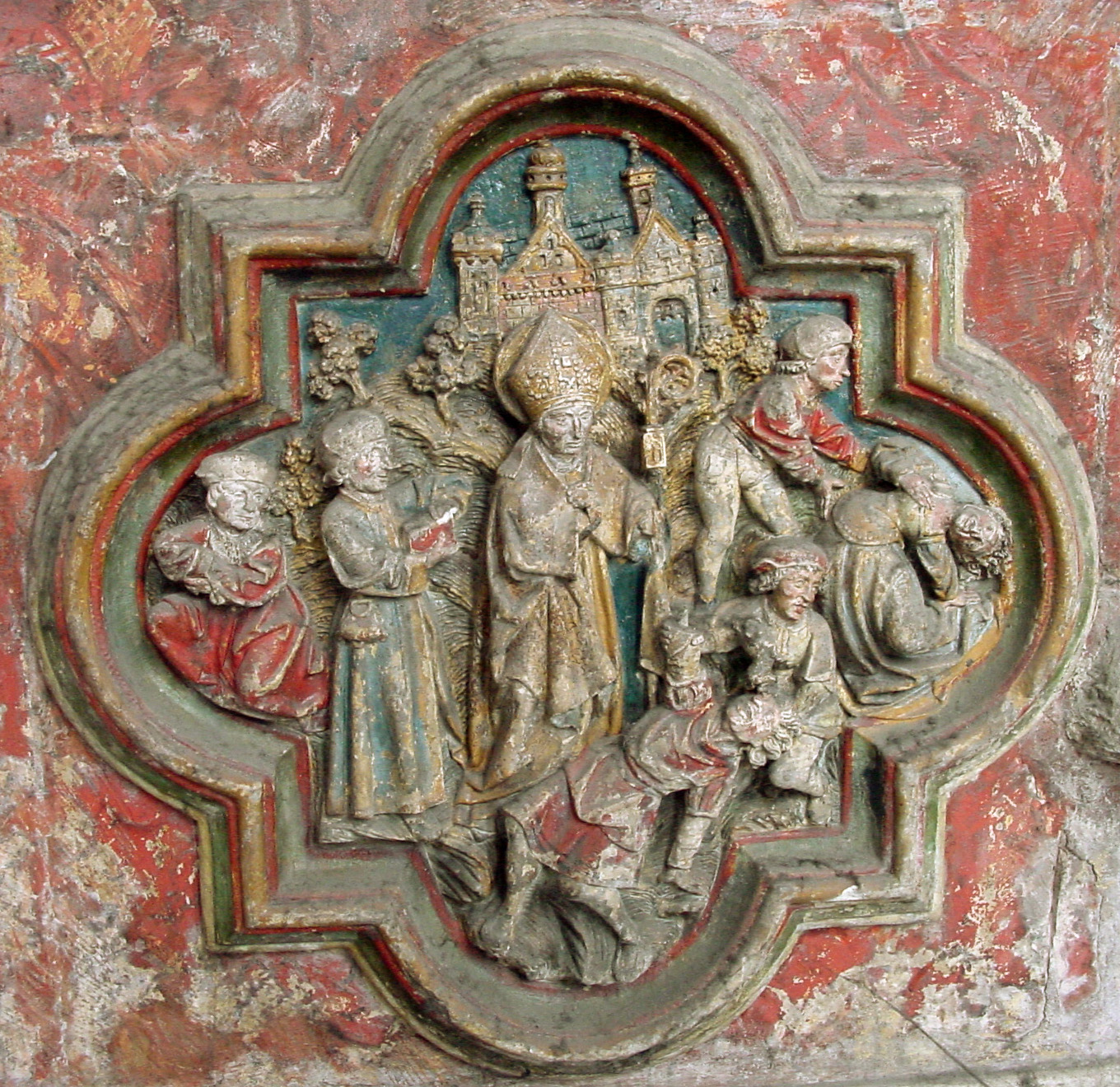
Sv. Firmin uzdravuje posedlého ďáblem
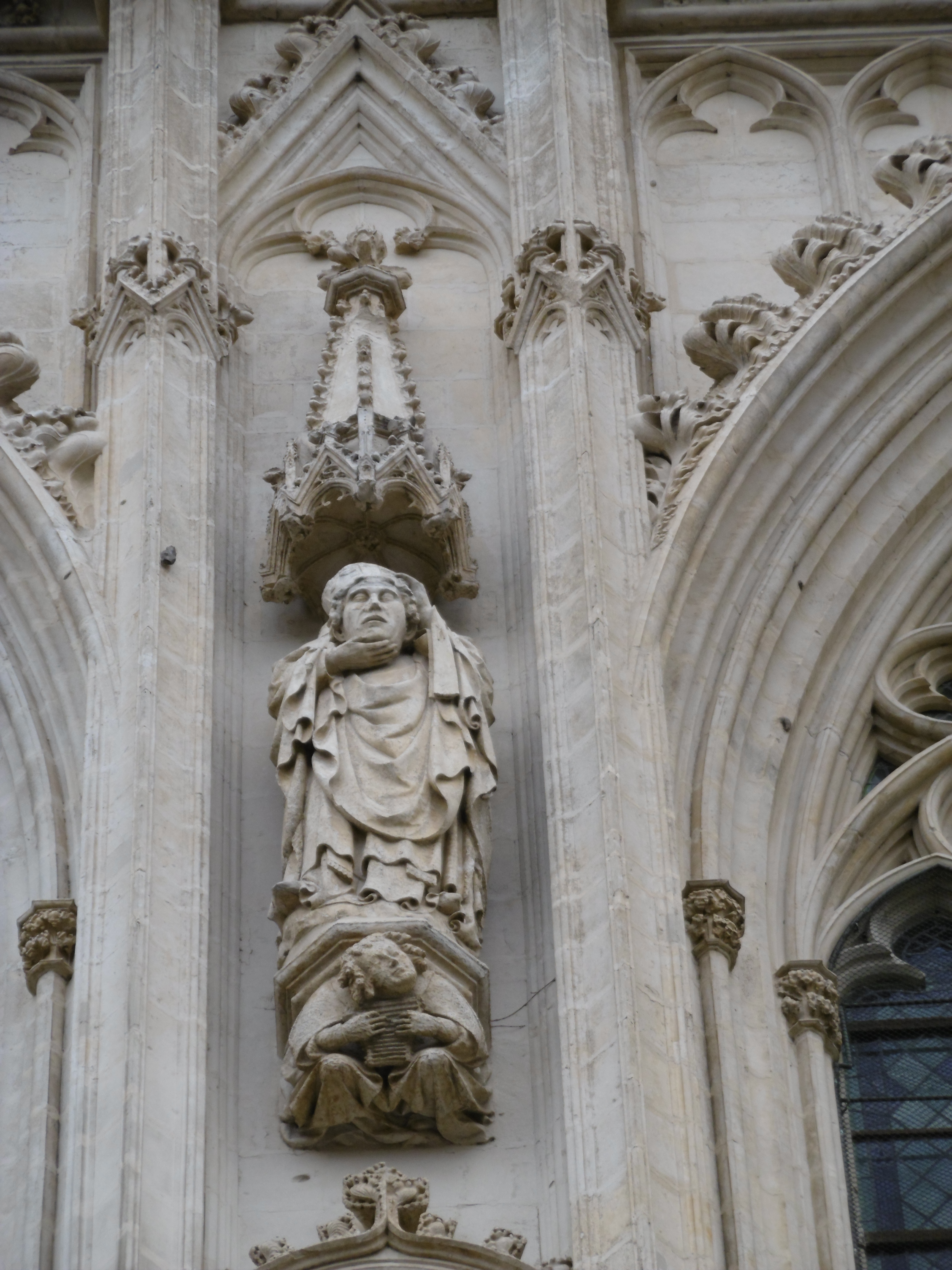
Sv. Firmin s uťatou hlavou